# Hommage à Debussy
L'Hommage à Debussy est une pièce pour piano composée par Germaine Tailleferre en octobre 1920,.
Le manuscrit est conservé aux États-Unis à la Bibliothèque du Congrès.

## Histoire
Le Groupe des Six, auquel appartient Germaine Tailleferre, s'est formé vers 1916. Autour d'Erik Satie et de Jean Cocteau, ces compositeurs affirment leur aspiration vers « un art sobre et sain », « c'est pourquoi leurs ennemis intimes étaient avant tout Wagner et Debussy ».
En 1920, Germaine Tailleferre compose pourtant cet hommage à Claude Debussy, deux ans après la mort du compositeur de Pelléas et Mélisande. Cette œuvre témoigne de l'intérêt que la compositrice a toujours entretenu pour ce compositeur, dont elle jouait régulièrement les œuvres au piano. Elle peut être vue comme une « réparation posthume de l'ingratitude des Six ».

## Commentaire
Par sa fluidité mélodique, l'œuvre rappelle certaines pièces de Debussy comme les Estampes.
Très courte, son exécution dure entre une minute et demie et deux minutes.

## Discographie sélective
- Germaine Tailleferre : Œuvres pour piano, Cristina Ariagno (piano), Timpani 1C1074, 2003.
- Germaine Tailleferre: Her Piano Works, Revived. 1, Nicolas Horvath (piano), Grand Piano GP891, 2022[6].
- The Flower of France (La Fleur de France) – Germaine Tailleferre Piano Works, Quynh Nguyen (en) (piano), Music & Arts MACD1306, 2023.